# ヘンゲハコヨコクビガメ
ヘンゲハコヨコクビガメ（変化箱横首亀、学名：Pelusios rhodesianus）は、ヨコクビガメ科ハコヨコクビガメ属に分類されるカメ。

## 分布
種小名rhodesianusは「ローデシアの」の意。
アンゴラ、ウガンダ、コンゴ民主共和国南部、ザンビア、ジンバブエ、タンザニア西部、ブルンジ、ボツワナ北部、マラウイ、南アフリカ共和国東部、モザンビーク中部、ルワンダ

## 形態
最大甲長25cm。背甲は緩やかに盛り上がり、上から見ると中央よりやや後方で最も幅が広くなる卵型。背甲の色彩は黒や暗褐色。縁甲板後部は滑らか。腹甲は大型。蝶番は発達し、箱の様に蓋をすることができる。腹甲の色彩は黒や暗褐色だが、中央部に明色の斑紋が入る個体もいる。
頭部は小型で、吻端はやや突出し先端が凹み二股に分かれる。下顎には2本の髭状突起がある。頭部の色彩は褐色で、生息地北部の個体群は黄色い虫食い状の斑紋が入る。色彩変異が大きいことが和名や英名の由来。（variable＝変わりやすい）
幼体は椎甲板が瘤状に盛り上がる（キール）が、成長に伴い第4椎甲板のみキールを残して消失することが多い。

## 生態
河川や湖、池沼、湿地等の大規模な水場に好むとされるが、小規模な水場に生息することもある。
食性は動物食の強い雑食で、昆虫類、甲殻類、貝類、魚類、植物の茎、葉、花等を食べる。飼育下では個体によって野菜や果実を好んで食べた例もある。
繁殖形態は卵生で、飼育下では1回に11-14個の卵を産んだ例がある。

## 人間との関係
ペットとして飼育されることがあり、日本にも輸入されている。流通量は極めて少なく、高価。また本種の名前でクリイロハコヨコクビガメが流通したこともある。